# Hans E. B. Kruse
Hans Emil Bernhard Kruse (* 3. Mai 1891 in Hamburg; † 17. März 1968 in Reinbek) war ein deutscher Kaufmann und Hamburger Senator.

## Leben
Kruse absolvierte eine Lehre in der im Asien- und Afrika-Geschäft tätigen Hamburger Außenhandelsfirma Wiechers & Helm, deren Inhaber er 1923 wurde.
Seit 1928 war er Vorstandsmitglied des Vereins Hamburger Exporteure und gehörte ab 1931 der Handelskammer Hamburg an. Dort fungierte er über eine lange Zeit als Vizepäses und war Vorsitzender des Ausschusses für Außenwirtschaft. Zudem war er Vorstandsmitglied des Deutschen Industrie- und Handelstages sowie stellvertretender Vorsitzender des Ostasiatischen Vereins. Von 1933 bis 1968 war er Vorsitzender des Aufsichtsrates der Beiersdorf AG.
Kruse war von Mai bis November 1945 ernannter Senator für Handel, Gewerbe und Schifffahrt in Hamburg. Er nahm am 15. Mai 1945 an der ersten „Beratung der vorläufigen Verwaltung“ teil, unter dem Vorsitz von Bürgermeister Rudolf Petersen. Nach seiner Bestätigung durch die Militärregierung am 16. Juni 1945 erhielt Kruse erst am 20. Juli 1945 seine Ernennungsurkunde als Senator. Am 27. November 1945 schied er aus dem Senat aus.
Er war Vater von drei Kindern, dem Unternehmer Hellmut Kruse (* 1926; † 2018), der Romanistin Margot Kruse (* 1928; † 2013) und der Kunsthistorikerin Ursula Weiss (* 1935).

## Ehrungen
- Am 3. Mai 1956 wurde ihm das Große Verdienstkreuz des Verdienstordens der Bundesrepublik Deutschland verliehen.[5]
- An seinem 75. Geburtstag verlieh ihm der Hamburger Senat die Bürgermeister-Stolten-Medaille.[2]